# Zwartkopgors
De zwartkopgors (Emberiza melanocephala) is een vogel uit de orde van de zangvogels (Passeriformes).

## Kenmerken
Deze vogel wordt 15,5-17,5 centimeter lang en de vogel weegt ongeveer 23-33 gram.
Het mannetje heeft een kastanjebruine rug, zwarte en beige vleugels en gele onderdelen. Een zwarte kruin reikt tot aan het oog en de oorstreek. Het vrouwtje heeft een grijsachtige kruin en rug, met lichte onderdelen en een gele zweem over de borst en de onderstaart.
De zang is een trage weergave van vier of vijf noten.

## Leefwijze
Het voedsel bestaat uit insecten, zaden en bessen.

## Voortplanting
De vogel bouwt zijn nest, met een kommetje, op de grond of maximaal  een meter boven de grond in een struik. Het vrouwtje legt daarin vier of vijf bruin gespikkelde, blauwe eieren. Ze worden in 10-14 dagen uitgebroed door beide geslachten. De jongen vliegen na 13-16 dagen.

## Verspreiding en leefgebied
De vogel houdt zich het liefst op in open gebieden met verspreide bomen en wijngaarden. Aan de kust zoekt hij vooral de warmere gebieden op. Hij leeft hoofdzakelijk in laaglandgebieden maar in Turkije is hij gezien tot op 2100 meter hoogte, heel soms op 2900 m.
Deze vogel is een zomergast in bepaalde delen van Italië, de kusten van Kroatië, Albanië, Griekenland en Bulgarije. Oostwaarts leeft hij verspreid over Turkije, Cyprus en het Midden-Oosten. Hij overwintert in het noordwesten van India. De volledige populatie trekt via Iran en Pakistan naar winterplaatsen.

## Status
De zwartkopgors heeft een groot verspreidingsgebied en daardoor is de kans op de status  kwetsbaar (voor uitsterven) gering. De grootte van de populatie wordt geschat op 11,4 tot 55,8 miljoen individuen. Deze gors gaat in aantal achteruit. Echter, het tempo ligt onder de 30% in tien jaar (minder dan 3,5% per jaar).  Om deze redenen staat de zwartkopgors als niet bedreigd op de Rode Lijst van de IUCN.
Emberiza affinis · Emberiza aureola · Emberiza bruniceps · Emberiza buchanani · Emberiza cabanisi · Emberiza caesia · Emberiza capensis · Emberiza chrysophrys · Emberiza cia · Emberiza cineracea · Emberiza cioides · Emberiza cirlus · Emberiza citrinella · Emberiza elegans · Emberiza flaviventris · Emberiza fucata · Emberiza godlewskii · Emberiza hortulana · Emberiza impetuani · Emberiza jankowskii · Emberiza koslowi · Emberiza lathami · Emberiza leucocephalos · Emberiza melanocephala · Emberiza pallasi · Emberiza poliopleura · Emberiza pusilla · Emberiza rustica · Emberiza rutila · Emberiza sahari · Emberiza schoeniclus · Emberiza siemsseni · Emberiza socotrana · Emberiza spodocephala · Emberiza stewarti · Emberiza striolata · Emberiza sulphurata · Emberiza tahapisi · Emberiza townsendi · Emberiza tristrami · Emberiza variabilis · Emberiza vincenti · Emberiza yessoensis